# 松尾シゲオキ
松尾 茂起（まつお しげおき、1978年12月22日 - ）は日本の起業家、作曲家、SEOコンサルタント、コンテンツマーケティングの実践者。検索集客を軸としたWebマーケティングのコンサルティングやコンテンツ制作を手がけるウェブライダー社の代表。著作に『沈黙のWebマーケティング』『沈黙のWebライティング』がある。松尾シゲオキ名義では音楽活動をおこなっている。

## プロフィール
関西学院大学 経済学部を卒業。京都にある音楽系の制作会社に勤務し、舞台音楽や楽器のデモ音源などの制作、アーティストのライブサポート等の仕事に携わる。2003年にキーボードマガジン誌とソニーNEW DIGSOULレーベル主催の「歌伴コンテスト」でソニー賞を受賞。
2005年にフリーランスとして独立し、音楽制作や音楽番組でのバック演奏などの仕事を始める。2006年に自身のピアノ伴奏を集めた素材集「超！ピアノMIDI素材集」をネット販売開始。2007年にはネット販売で培ったWeb集客やSEOノウハウをパッケージングしたホームページテンプレート「賢威」を販売。
2008年7月10日に発売されたヴァイオリニスト、タレントの松尾依里佳のデビューミニアルバム『First Gate』では、全曲の作曲・編曲を担当。2008年11月に発表した結婚式ソング『風と巡る季節』がYouTube再生回数30万回を超え、多くの新郎新婦から支持される。
2010年1月、SEOとWeb制作について歌った『恋のSEO！／マージントップで歌わせて』をリリース。
2010年4月、Webマーケティング支援やコンテンツ制作をおこなう株式会社ウェブライダーを京都にて設立。2010年9月、Twitterのフォロワー管理サービス「人事ったー」をプロデュース。
2010年11月には、Excelの関数をラブソングで学ぶ楽曲『私の心の中の関数／愛のウイルス対策』をリリースし、ネットで話題となる。
2011年、第26回国民文化祭・京都2011のPRイベント「1111人のピアニスト」をプロデュース。同イベントの課題曲となった「リンクエイジ」の作曲・編曲も担当。
2012年、戦国武将になりきって自身の悩みを投稿できる掲示板「戦国BBS」をプロデュース。
4冊の著書をもち、2015年に出版された『沈黙のWebマーケティング』と2016年に出版された著書『沈黙のWebライティング』の2冊はシリーズ累計電子含め21万部を超えるベストセラーに。
2017年4月、沈黙シリーズのテーマソング『Eternal Writing』をネット配信限定でリリース。
2017年10月には、文章作成アドバイスツール「文賢（ブンケン）」をプロデュース。
2018年にはYouTubeチャンネル「京都いいとこ動画」にて貴船神社をイメージした楽曲を数曲書き下す。
2023年にはテキストコミュニケーションの専門家としてABEMA Primeに出演。
宣伝会議「編集・ライター養成講座」では2015年から講師を務めるほか、公益社団法人日本印刷技術協会や一般社団法人ウェブ解析士協会等での登壇を通し、多くのWebライターの育成に尽力。
起業家、SEOコンサルタント、Webマーケター、コンテンツクリエイター、音楽家の5つの顔をもつ。

## 経歴
- 2001年　関西学院大学 経済学部を卒業
- 2003年　キーボードマガジン誌「歌伴コンテスト」でソニー賞を受賞
- 2008年　松尾依里佳のデビューアルバム『First Gate』をプロデュース
- 2009年　CD『恋のSEO！マージントップで歌わせて』をリリース
- 2010年　株式会社ウェブライダーを設立
- 2010年　CD『私の心の中の関数／愛のウイルス対策』をリリース
- 2011年　第26回国民文化祭・京都2011のPRイベント「1111人のピアニスト」をプロデュース
- 2015年2月　書籍『沈黙のWebマーケティング』出版
- 2016年11月　書籍『沈黙のWebライティング』出版
- 2017年4月　楽曲『Eternal Writing』をリリース
- 2017年10月　文章作成アドバイスツール「文賢」をプロデュース
- 2020年7月　ソーシャルリスニングサービス「クマレル」をプロデュース

## 著作
- 『沈黙のWebマーケティング』2015/1/30
- 『沈黙のWebライティング』 2016/11/1
- 『沈黙のWebマーケティング　アップデート・エディション』2020/9/24
- 『沈黙のWebライティング　アップデート・エディション』 2022/4/22
- 『WordPressで加速させる!ソーシャルメディア時代の[新]SEO戦略マニュアル』 2011/12/27
- 『現場のプロがやさしく書いた Webサイト運営・プロデュースの教科書』（共著） 2013/5/24

## 主な楽曲制作実績
音楽活動を行う際は「松尾シゲオキ」名義で活動している。
- First Gate - 松尾依里佳（2008年7月10日）

1. ミラフェスタ / 作曲：松尾シゲオキ、松尾依里佳
2. ナインスゲート / 作曲：松尾シゲオキ、松尾依里佳
3. 白鷺-SHIRASAGI / 作曲：松尾シゲオキ
4. la framoboise / 作曲：松尾シゲオキ、松尾依里佳
5. ストロボ / 作曲：松尾依里佳、松尾シゲオキ
6. eternal story / 作曲：松尾シゲオキ

- 恋のSEO！／マージントップで歌わせて - WEBライダー（2010年1月20日）

1. 恋のSEO！ / 作詞・作曲：松尾シゲオキ
2. マージントップで歌わせて / 作詞・作曲：松尾シゲオキ
3. 恋のSEO！（instrumental） / 作詞・作曲：松尾シゲオキ
4. マージントップで歌わせて（instrumental） / 作詞・作曲：松尾シゲオキ

- 私の心の中の関数 -My excel story-／愛のウイルス対策 - TARGET BLANK（2010年11月19日）

1. 私の心の中の関数 -My excel story- / 作詞・作曲：松尾シゲオキ
2. 愛のウイルス対策 / 作詞・作曲：松尾シゲオキ
3. 私の心の中の関数 -My excel story-（instrumental） / 作詞・作曲：松尾シゲオキ
4. 愛のウイルス対策（instrumental） / 作詞・作曲：松尾シゲオキ

- Eternal Writing - ウェブライダー（2017年4月17日）

1. Eternal Writing- / 作詞・作曲：松尾シゲオキ

※リリースした全楽曲の編曲も担当。